# Pseudalosterna tryznai
Pseudalosterna tryznai là một loài bọ cánh cứng trong họ Cerambycidae.